# Campeonato Argentino de Mayores 2009
El Campeonato Argentino de Mayores de 2009 fue la sexagésimo-quinta edición del torneo de uniones regionales organizado por la Unión Argentina de Rugby. El torneo se llevó a cabo entre el 28 de febrero y el 4 de abril de 2009.
La Unión Cordobesa de Rugby obtuvo su quinto campeonato al derrotar 15-12 a la Unión de Rugby de Tucumán en la final disputada en las instalaciones del Córdoba Athletic Club. El título para los Dogos fue decidido en la última jugada, producto de un drop anotado por Horacio San Martín en el minuto 83'. Los  doce puntos restantes fueron anotados por Gastón Revol (tres penales y un drop), quien se convirtió en el máximo anotador del torneo con 64 puntos.
La Unión de Rugby de Salta disputó las semifinales del torneo por primera vez desde 1981, cuando clasificó de forma directa como sede de las fases finales.

## Equipos participantes
Disputaron esta edición los seleccionados provenientes de veinticuatro uniones provinciales: ocho en la Zona Campeonato y dieciséis en la Zona Ascenso.
| División                  | Equipo              | Unión                                                |
| ------------------------- | ------------------- | ---------------------------------------------------- |
| Zona Campeonato 8 equipos | Buenos Aires        | Unión de Rugby de Buenos Aires                       |
| Zona Campeonato 8 equipos | Córdoba             | Unión Cordobesa de Rugby                             |
| Zona Campeonato 8 equipos | Cuyo                | Unión de Rugby de Cuyo                               |
| Zona Campeonato 8 equipos | Rosario             | Unión de Rugby de Rosario                            |
| Zona Campeonato 8 equipos | Salta               | Unión de Rugby de Salta                              |
| Zona Campeonato 8 equipos | San Juan            | Unión Sanjuanina de Rugby                            |
| Zona Campeonato 8 equipos | Santa Fe            | Unión Santafesina de Rugby                           |
| Zona Campeonato 8 equipos | Tucumán             | Unión de Rugby de Tucumán                            |
| Zona Ascenso 16 equipos   | Alto Valle          | Unión de Rugby del Alto Valle de Río Negro y Neuquén |
| Zona Ascenso 16 equipos   | Austral             | Unión de Rugby Austral                               |
| Zona Ascenso 16 equipos   | Chubut              | Unión de Rugby del Valle del Chubut                  |
| Zona Ascenso 16 equipos   | Entre Ríos          | Unión Entrerriana de Rugby                           |
| Zona Ascenso 16 equipos   | Formosa             | Unión de Rugby de Formosa                            |
| Zona Ascenso 16 equipos   | Jujuy               | Unión Jujeña de Rugby                                |
| Zona Ascenso 16 equipos   | La Rioja            | Unión Riojana de Rugby                               |
| Zona Ascenso 16 equipos   | Lagos del Sur       | Unión de Rugby de los Lagos del Sur                  |
| Zona Ascenso 16 equipos   | Mar del Plata       | Unión de Rugby de Mar del Plata                      |
| Zona Ascenso 16 equipos   | Misiones            | Unión de Rugby de Misiones                           |
| Zona Ascenso 16 equipos   | Nordeste            | Unión de Rugby del Nordeste                          |
| Zona Ascenso 16 equipos   | Oeste               | Unión de Rugby del Oeste de Buenos Aires             |
| Zona Ascenso 16 equipos   | San Luis            | Unión de Rugby San Luis                              |
| Zona Ascenso 16 equipos   | Santiago del Estero | Unión Santiagueña de Rugby                           |
| Zona Ascenso 16 equipos   | Sur                 | Unión de Rugby del Sur                               |
| Zona Ascenso 16 equipos   | Tierra del Fuego    | Unión de Rugby de Tierra del Fuego                   |

## Formato
Los veinticuatro equipos participantes fueron divididos en dos categorías: Zona Campeonato y Zona Ascenso.
Zona Campeonato
La Zona Campeonato estuvo compuesta por ocho equipos divididos en dos zonas de cuatro equipos cada uno y se resolvieron con el sistema de todos contra todos a una sola ronda y alternando encuentros de local y visitante. Se otorgaron 4 puntos por partido ganado, 2 por partido empatado y 0 por partido perdido. Se otorgó 1 punto bonus ofensivo en el caso de marcar cuatro tries o más y 1 punto bonus defensivo por perder por siete puntos de diferencia o menos. Los 1.º y 2.º de cada zona clasificaron a las semifinales. 
En las semifinales se enfrentaron el 1.º de la Zona 1 contra el 2.º de la Zona 2 y viceversa. Los 1.º de cada zona fueron locales. Los ganadores de las semifinales clasificaron a la final para determinar el campeón de la temporada. Para la definición de la localía en la final, se invirtieron las localías de las semifinales y en caso de no ser posible se procedería a realizar un sorteo.
Los equipos que ocuparon el 4.º puesto en sus zonas jugaron dos partidos entre sí para definir el descenso a la Zona Ascenso de la siguiente edición. Fue local en el partido de ida el equipo que haya obtenido la menor cantidad de puntos en su zona (en caso de tener la misma cantidad, se decidiría por sorteo).
Zona Ascenso
La Zona Ascenso estuvo compuesta por dieciséis equipos divididos en cuatro zonas de cuatro equipos cada una. Las equipos fueron distribuidos de acuerdo a su ubicación geográfica, con dos zonas Norte y dos zonas Sur. Cada zona se resolvió con el sistema de todos contra todos a una sola ronda y alternando encuentros de local y visitante. Se otorgaron 4 puntos por partido ganado, 2 por partido empatado y 0 por partidos perdidos. Se otorgó 1 punto bonus ofensivo en el caso de marcar cuatro tries o más y 1 punto bonus defensivo por perder por siete puntos de diferencia o menos. Los ganadores de cada zona clasificaron a la fase final.
La fase final se disputó a eliminación directa en dos rondas. Los equipos clasificados se enfrentaron primero a los equipos de su misma zona geográfica, garantizando así una final entre un equipo del norte y otro del sur. La final se disputó a ida y vuelta con ambos seleccionados actuando de local y el orden decidido por sorteo. El campeón ascendió a la Zona Campeonato de la siguiente edición.

## Zona Campeonato

### Zona 1
| Pos. | Equipos      | Partidos | Partidos | Partidos | Tantos | Tantos | Tantos | Pts. |
| Pos. | Equipos      | G        | E        | P        | PF     | PC     | DP     | Pts. |
| ---- | ------------ | -------- | -------- | -------- | ------ | ------ | ------ | ---- |
| 1.°  | Córdoba      | 3        | 0        | 0        | 93     | 32     | +61    | 13   |
| 2.°  | Buenos Aires | 2        | 0        | 1        | 85     | 24     | +61    | 10   |
| 3.°  | Santa Fe     | 1        | 0        | 2        | 38     | 58     | -20    | 4    |
| 4.°  | San Juan     | 0        | 0        | 3        | 17     | 119    | -102   | 0    |

|  | Clasifica a la fase final       |
|  | Juega desempate por el descenso |

| 7 de marzo | Buenos Aires | 26 - 6  | Santa Fe | Lomas Athletic Club, Lomas de Zamora |                                    |
|            |              | Reporte |          | Árbitro(s): Agustín Auad (Tucumán)   | Árbitro(s): Agustín Auad (Tucumán) |

| 7 de marzo | Córdoba | 54 - 6  | San Juan | Córdoba Athletic Club, Córdoba                |                                               |
|            |         | Reporte |          | Árbitro(s): Francisco Pastrana (Buenos Aires) | Árbitro(s): Francisco Pastrana (Buenos Aires) |

| 14 de marzo | San Juan | 3 - 46  | Buenos Aires | Sporting Club Alfiles, Rivadavia   |                                    |
|             |          | Reporte |              | Árbitro(s): Claudio Antonio (Cuyo) | Árbitro(s): Claudio Antonio (Cuyo) |

| 14 de marzo | Córdoba | 24 - 13 | Santa Fe | Córdoba Athletic Club, Córdoba           |                                          |
|             |         | Reporte |          | Árbitro(s): Fernando Martorell (Tucumán) | Árbitro(s): Fernando Martorell (Tucumán) |

| 21 de marzo | Buenos Aires | 13 - 15 | Córdoba | Hindú Club, Don Torcuato                |                                         |
|             |              | Reporte |         | Árbitro(s): Martín Rodríguez (Santa Fe) | Árbitro(s): Martín Rodríguez (Santa Fe) |

| 21 de marzo | Santa Fe | 19 - 8  | San Juan | Santa Fe Rugby Club, Santa Fe        |                                      |
|             |          | Reporte |          | Árbitro(s): Carlos Romero (Nordeste) | Árbitro(s): Carlos Romero (Nordeste) |

### Zona 2
| Pos. | Equipos | Partidos | Partidos | Partidos | Tantos | Tantos | Tantos | Pts. |
| Pos. | Equipos | G        | E        | P        | PF     | PC     | DP     | Pts. |
| ---- | ------- | -------- | -------- | -------- | ------ | ------ | ------ | ---- |
| 1.°  | Tucumán | 3        | 0        | 0        | 95     | 65     | +30    | 15   |
| 2.°  | Salta   | 1        | 0        | 2        | 59     | 67     | -8     | 6    |
| 3.°  | Rosario | 1        | 0        | 2        | 80     | 71     | +9     | 6    |
| 4.°  | Cuyo    | 1        | 0        | 2        | 42     | 73     | -31    | 4    |

|  | Clasifica a la fase final       |
|  | Juega desempate por el descenso |

| 7 de marzo | Tucumán | 32 - 19 | Cuyo | Tucumán Lawn Tennis, Tucumán                     |                                                  |
|            |         | Reporte |      | Árbitro(s): Cristian Sánchez Ruiz (Buenos Aires) | Árbitro(s): Cristian Sánchez Ruiz (Buenos Aires) |

| 7 de marzo | Rosario | 20 - 32 | Salta | Jockey Club, Rosario            |                                 |
|            |         | Reporte |       | Árbitro(s): Andrés Ramos (Cuyo) | Árbitro(s): Andrés Ramos (Cuyo) |

| 14 de marzo | Salta | 16 - 29 | Tucumán | Gimnasia y Tiro, Salta               |                                      |
|             |       | Reporte |         | Árbitro(s): Javier Mancuso (Córdoba) | Árbitro(s): Javier Mancuso (Córdoba) |

| 14 de marzo | Rosario | 30 - 5  | Cuyo | Jockey Club, Rosario                          |                                               |
|             |         | Reporte |      | Árbitro(s): Francisco Pastrana (Buenos Aires) | Árbitro(s): Francisco Pastrana (Buenos Aires) |

| 21 de marzo | Tucumán | 34 - 30 | Rosario | Tucumán Lawn Tennis, Tucumán               |                                            |
|             |         | Reporte |         | Árbitro(s): Hernán Filomena (Buenos Aires) | Árbitro(s): Hernán Filomena (Buenos Aires) |

| 21 de marzo | Cuyo | 18 - 11 | Salta | Mendoza Rugby Club, Bermejo                |                                            |
|             |      | Reporte |       | Árbitro(s): Federico Cuesta (Buenos Aires) | Árbitro(s): Federico Cuesta (Buenos Aires) |

### Desempate descenso
La Unión de Rugby de Cuyo ganó el desempate ante su tradicional rival y mantuvo la categoría.
| 28 de marzo | San Juan | 25 - 22 | Cuyo | Sporting Club Alfiles, Rivadavia |  |
|             |          | Reporte |      |                                  |  |

| 4 de abril | Cuyo | 21 - 16 | San Juan | Mendoza Rugby Club, Bermejo                |                                            |
|            |      | Reporte |          | Árbitro(s): Hernán Filomena (Buenos Aires) | Árbitro(s): Hernán Filomena (Buenos Aires) |

### Fase final
|  | Semifinales  | Semifinales  | Semifinales |         |         | Final      | Final      | Final      |  |
|  | 28 de marzo  | 28 de marzo  | 28 de marzo |         |         | 4 de abril | 4 de abril | 4 de abril |  |
|  |              |              |             |         |         |            |            |            |  |
|  |              |              |             |         |         |            |            |            |  |
|  | Córdoba      | Córdoba      | 23          |         |         |            |            |            |  |
|  | Córdoba      | Córdoba      | 23          |         |         |            |            |            |  |
|  | Salta        | Salta        | 16          |         |         |            |            |            |  |
|  | Salta        | Salta        | 16          |         | Córdoba | Córdoba    | 15         |            |  |
|  |              |              |             |         | Córdoba | Córdoba    | 15         |            |  |
|  |              |              | Tucumán     | Tucumán | 12      |            |            |            |  |
|  | Tucumán      | Tucumán      | Tucumán     | Tucumán | 12      | 30         |            |            |  |
|  | Tucumán      | Tucumán      |             |         |         | 30         |            |            |  |
|  | Buenos Aires | Buenos Aires | 10          |         |         |            |            |            |  |
|  | Buenos Aires | Buenos Aires | 10          |         |         |            |            |            |  |
|  |              |              |             |         |         |            |            |            |  |

Semifinales
| 28 de marzo | Córdoba | 23 - 16 | Salta | Córdoba Athletic Club, Córdoba                            |                                                           |
|             |         | Reporte |       | Asistencia: 4000 espectadores Árbitro(s): Leonardo Borghi | Asistencia: 4000 espectadores Árbitro(s): Leonardo Borghi |

| 28 de marzo | Tucumán | 30 - 10 | Buenos Aires | Tucumán Lawn Tennis, Tucumán |  |
|             |         | Reporte |              |                              |  |

Final
| 4 de abril | Córdoba | 15 - 12 | Tucumán | Córdoba Athletic Club, Córdoba             |                                            |
|            |         | Reporte |         | Árbitro(s): Leonardo Borghi (Buenos Aires) | Árbitro(s): Leonardo Borghi (Buenos Aires) |

| Bandera de la Provincia de Córdoba |
| Córdoba Campeón                    |
| Quinto título                      |

## Zona Ascenso

### Zona Norte 1
| Pos. | Equipos         | Partidos | Partidos | Partidos | Tantos | Tantos | Tantos | Pts. |
| Pos. | Equipos         | G        | E        | P        | PF     | PC     | DP     | Pts. |
| ---- | --------------- | -------- | -------- | -------- | ------ | ------ | ------ | ---- |
| 1.°  | Sgo. del Estero | 3        | 0        | 0        | 220    | 27     | +193   | 15   |
| 2.°  | Jujuy           | 2        | 0        | 1        | 63     | 73     | -10    | 9    |
| 3.°  | La Rioja        | 1        | 0        | 2        | 43     | 84     | -41    | 4    |
| 4.°  | San Luis        | 0        | 0        | 3        | 39     | 181    | -142   | 1    |

|  | Clasifica a la fase final |

| 28 de febrero | Santiago del Estero | 37 - 10 | Jujuy | Old Lions RC, Santiago del Estero      |                                        |
|               |                     | Reporte |       | Árbitro(s): Gabriel Aguirre (Nordeste) | Árbitro(s): Gabriel Aguirre (Nordeste) |

| 28 de febrero | San Luis | 10 - 19 | La Rioja |                                         |                                         |
|               |          | Reporte |          | Árbitro(s): Juan Cruz Tissera (Córdoba) | Árbitro(s): Juan Cruz Tissera (Córdoba) |

| 7 de marzo | La Rioja | 17 - 59 | Santiago del Estero | CA Independiente, La Rioja            |                                       |
|            |          | Reporte |                     | Árbitro(s): Gastón Pedraza (San Juan) | Árbitro(s): Gastón Pedraza (San Juan) |

| 7 de marzo | San Luis | 29 - 38 | Jujuy |                                           |                                           |
|            |          | Reporte |       | Árbitro(s): Federico Cosse (Buenos Aires) | Árbitro(s): Federico Cosse (Buenos Aires) |

| 14 de marzo | Santiago del Estero | 124 - 0 | San Luis | Santiago Lawn Tennis, Santiago del Estero |                                    |
|             |                     | Reporte |          | Árbitro(s): Augusto Baez (Formosa)        | Árbitro(s): Augusto Baez (Formosa) |

| 14 de marzo | Jujuy | 15 - 7  | La Rioja | Suri Rugby Club, Jujuy                 |                                        |
|             |       | Reporte |          | Árbitro(s): Mauricio Marmol (Misiones) | Árbitro(s): Mauricio Marmol (Misiones) |

### Zona Norte 2
| Pos. | Equipos    | Partidos | Partidos | Partidos | Tantos | Tantos | Tantos | Pts. |
| Pos. | Equipos    | G        | E        | P        | PF     | PC     | DP     | Pts. |
| ---- | ---------- | -------- | -------- | -------- | ------ | ------ | ------ | ---- |
| 1.°  | Nordeste   | 3        | 0        | 0        | 103    | 27     | +76    | 14   |
| 2.°  | Entre Ríos | 2        | 0        | 1        | 95     | 30     | +65    | 10   |
| 3.°  | Misiones   | 1        | 0        | 2        | 35     | 102    | -67    | 4    |
| 4.°  | Formosa    | 0        | 0        | 3        | 27     | 101    | -74    | 1    |

|  | Clasifica a la fase final |

| 28 de febrero | Nordeste | 36 - 7  | Misiones | Regatas Resistencia, Resistencia      |                                       |
|               |          | Reporte |          | Árbitro(s): Manuel Aybar (Entre Ríos) | Árbitro(s): Manuel Aybar (Entre Ríos) |

| 28 de febrero | Entre Ríos | 36 - 0  | Formosa |                                             |                                             |
|               |            | Reporte |         | Árbitro(s): Federico Anselmi (Buenos Aires) | Árbitro(s): Federico Anselmi (Buenos Aires) |

| 7 de marzo | Formosa | 15 - 47 | Nordeste | Aborigen Rugby Club, Formosa         |                                      |
|            |         | Reporte |          | Árbitro(s): Marcelo Albaca (Tucumán) | Árbitro(s): Marcelo Albaca (Tucumán) |

| 7 de marzo | Entre Ríos | 54 - 10 | Misiones | CA Estudiantes, Paraná                    |                                           |
|            |            | Reporte |          | Árbitro(s): Ignacio Rellán (Buenos Aires) | Árbitro(s): Ignacio Rellán (Buenos Aires) |

| 14 de marzo | Nordeste | 20 - 5  | Entre Ríos | CURNE, Resistencia                  |                                     |
|             |          | Reporte |            | Árbitro(s): Eugenio Morra (Córdoba) | Árbitro(s): Eugenio Morra (Córdoba) |

| 14 de marzo | Misiones | 18 - 12 | Formosa | Tacurú Social Club, Posadas    |                                |
|             |          | Reporte |         | Árbitro(s): Rubén Díaz (Salta) | Árbitro(s): Rubén Díaz (Salta) |

### Zona Sur 1
La Unión de Rugby del Sur, empatada en puntos con la Unión de Rugby de Mar del Plata, clasificó a la fase final por haber ganado el partido disputado entre sí.
| Pos. | Equipos       | Partidos | Partidos | Partidos | Tantos | Tantos | Tantos | Pts. |
| Pos. | Equipos       | G        | E        | P        | PF     | PC     | DP     | Pts. |
| ---- | ------------- | -------- | -------- | -------- | ------ | ------ | ------ | ---- |
| 1.°  | Sur           | 2        | 0        | 1        | 106    | 45     | +61    | 10   |
| 2.°  | Mar del Plata | 2        | 0        | 1        | 116    | 48     | +68    | 10   |
| 3.°  | Alto Valle    | 2        | 0        | 1        | 118    | 55     | +63    | 9    |
| 4.°  | Oeste         | 0        | 0        | 3        | 15     | 207    | -192   | 0    |

|  | Clasifica a la fase final |

| 28 de febrero | Mar del Plata | 8 - 30  | Sur | Comercial Rugby Club, Mar del Plata           |                                               |
|               |               | Reporte |     | Árbitro(s): Francisco Pastrana (Buenos Aires) | Árbitro(s): Francisco Pastrana (Buenos Aires) |

| 28 de febrero | Alto Valle | 73 - 5  | Oeste | Neuquén Rugby Club, Neuquén              |                                          |
|               |            | Reporte |       | Árbitro(s): Alberto Passamonti (Córdoba) | Árbitro(s): Alberto Passamonti (Córdoba) |

| 7 de marzo | Oeste | 0 - 73  | Mar del Plata | Club Los Miuras, Junín                        |                                               |
|            |       | Reporte |               | Árbitro(s): Sebastián Figueroa (Buenos Aires) | Árbitro(s): Sebastián Figueroa (Buenos Aires) |

| 7 de marzo | Alto Valle | 27 - 15 | Sur | Neuquén Rugby Club, Neuquén          |                                      |
|            |            | Reporte |     | Árbitro(s): Gustavo Pérez (San Juan) | Árbitro(s): Gustavo Pérez (San Juan) |

| 14 de marzo | Mar del Plata | 35 - 18 | Alto Valle | Sporting Club, Mar del Plata             |                                          |
|             |               | Reporte |            | Árbitro(s): Ariel Guillén (Buenos Aires) | Árbitro(s): Ariel Guillén (Buenos Aires) |

| 14 de marzo | Sur | 61 - 10 | Oeste | Sociedad Sportiva, Bahía Blanca               |                                               |
|             |     | Reporte |       | Árbitro(s): Gustavo Tomanovich (Buenos Aires) | Árbitro(s): Gustavo Tomanovich (Buenos Aires) |

### Zona Sur 2
| Pos. | Equipos          | Partidos | Partidos | Partidos | Tantos | Tantos | Tantos | Pts. |
| Pos. | Equipos          | G        | E        | P        | PF     | PC     | DP     | Pts. |
| ---- | ---------------- | -------- | -------- | -------- | ------ | ------ | ------ | ---- |
| 1.°  | Austral          | 3        | 0        | 0        | 83     | 24     | +59    |      |
| 2.°  | Chubut           | 2        | 0        | 1        | 96     | 33     | +63    | 10   |
| 3.°  | Tierra del Fuego | 1        | 0        | 2        | 45     | 75     | -30    |      |
| 4.°  | Lagos del Sur    | 0        | 0        | 3        | 21     | 113    | -92    | 0    |

|  | Clasifica a la fase final |

| 28 de febrero | Austral | 36 - 7  | Lagos del Sur | San Jorge RC, Caleta Olivia            |                                        |
|               |         | Reporte |               | Árbitro(s): Ramiro García Gamero (Sur) | Árbitro(s): Ramiro García Gamero (Sur) |

| 28 de febrero | Chubut | 36 - 11 | Tierra del Fuego |                                         |                                         |
|               |        | Reporte |                  | Árbitro(s): Andrés Benítez (Alto Valle) | Árbitro(s): Andrés Benítez (Alto Valle) |

| 7 de marzo | Tierra del Fuego | 7 - 25  | Austral | Ushuaia Rugby Club, Ushuaia            |                                        |
|            |                  | Reporte |         | Árbitro(s): Eugenio Romanini (Rosario) | Árbitro(s): Eugenio Romanini (Rosario) |

| 7 de marzo | Chubut | 50 - 0  | Lagos del Sur |                                                 |                                                 |
|            |        | Reporte |               | Árbitro(s): Francisco Cersósimo (Mar del Plata) | Árbitro(s): Francisco Cersósimo (Mar del Plata) |

| 14 de marzo | Austral | 22 - 10 | Chubut | Calafate Rugby Club, Comodoro Rivadavia  |                                          |
| |         | Reporte |        | Árbitro(s): Matías Fresia (Buenos Aires) | Árbitro(s): Matías Fresia (Buenos Aires) |
| Originalmente, el partido iba a ser arbitrado por Federico Fioravanti, pero fue posteriormente designado al encuentro entre Lagos y Tierra del Fuego. |         |         |        |                                          |                                          |

| 14 de marzo | Lagos del Sur | 14 - 27 | Tierra del Fuego |                                       |                                       |
| |               | Reporte |                  | Árbitro(s): Federico Fioravanti (Sur) | Árbitro(s): Federico Fioravanti (Sur) |
| Originalmente, el partido iba a ser arbitrado por Matías Fresia, pero fue posteriormente designado al encuentro entre Austral y Chubut. |               |         |                  |                                       |                                       |

### Fase final
|  | Semifinales         | Semifinales         | Semifinales |     |          | Final                    | Final                    | Final                    | Final                    |  |
|  | 21 de marzo         | 21 de marzo         | 21 de marzo |     |          | 28 de marzo y 4 de abril | 28 de marzo y 4 de abril | 28 de marzo y 4 de abril | 28 de marzo y 4 de abril |  |
|  |                     |                     |             |     |          |                          |                          |                          |                          |  |
|  |                     |                     |             |     |          |                          |                          |                          |                          |  |
|  | Santiago del Estero | Santiago del Estero | 17          |     |          |                          |                          |                          |                          |  |
|  | Santiago del Estero | Santiago del Estero | 17          |     |          |                          |                          |                          |                          |  |
|  | Nordeste            | Nordeste            | 20          |     |          |                          |                          |                          |                          |  |
|  | Nordeste            | Nordeste            | 20          |     | Nordeste | Nordeste                 | 18                       | 32                       |                          |  |
|  |                     |                     |             |     | Nordeste | Nordeste                 | 18                       | 32                       |                          |  |
|  |                     |                     | Sur         | Sur | 45       | 0                        |                          |                          |                          |  |
|  | Sur                 | Sur                 | Sur         | Sur | 45       | 0                        | 36                       |                          |                          |  |
|  | Sur                 | Sur                 |             |     |          |                          | 36                       |                          |                          |  |
|  | Austral             | Austral             | 20          |     |          |                          |                          |                          |                          |  |
|  | Austral             | Austral             | 20          |     |          |                          |                          |                          |                          |  |
|  |                     |                     |             |     |          |                          |                          |                          |                          |  |

Semifinales
| 21 de marzo | Santiago del Estero | 17 - 20 | Nordeste | Santiago Lawn Tennis, Santiago del Estero |                                    |
|             |                     | Reporte |          | Árbitro(s): Agustín Auad (Tucumán)        | Árbitro(s): Agustín Auad (Tucumán) |

| 21 de marzo | Sur | 36 - 20 | Austral | CUBB, Bahía Blanca                              |                                                 |
|             |     | Reporte |         | Árbitro(s): Ignacio Iparraguirre (Buenos Aires) | Árbitro(s): Ignacio Iparraguirre (Buenos Aires) |

Final
| 28 de marzo | Sur | 45 - 18 | Nordeste | Sociedad Sportiva, Bahía Blanca |  |
|             |     | Reporte |          |                                 |  |

| 4 de abril | Nordeste | 32 - 0  | Sur | Taragüy Rugby Club, Corrientes                                       |                                                                      |
|            |          | Reporte |     | Asistencia: 300 espectadores Árbitro(s): Martín Rodríguez (Santa Fe) | Asistencia: 300 espectadores Árbitro(s): Martín Rodríguez (Santa Fe) |

|                               |
| Nordeste Campeón Zona Ascenso |